# モスリム・メシガー
モスリム・メシガー（Moslem Mesigar、1984年9月16日 - ）は、イラン出身のビーチサッカー選手。ビーチサッカーイラン代表。ポジションはフォワード。

## タイトル
ビーチサッカーイラン代表
- ビーチサッカーコンチネンタルカップ: 2013
- AFCビーチサッカーアジアカップ: 2013, 2017
- アジアビーチゲームズビーチサッカー競技: 2012

### 個人
- AFCビーチサッカーアジアカップ・得点王: 2013